# Liste der Monuments historiques in Outremécourt
Die Liste der Monuments historiques in Outremécourt führt die Monuments historiques in der französischen Gemeinde Outremécourt auf.

## Liste der Immobilien
| Bezeichnung                      | Beschreibung | Standort                     | Kennzeichnung | Schutzstatus | Datum     | Bild           |
| -------------------------------- | --- | ---------------------------- | ------------- | ------------ | --------- | -------------- |
| Pont des Cinq-Parts              | gallo-römische Brücke über den Mouzon; auch auf dem Gebiet von Sommerécourt                                                       | südwestlich des Ortes (Lage) | PA00079171    | Classé       | 1932      |                |
| Kirche Notre-Dame-en-sa-Nativité | von 1698 bis 1700 erbaut | Rue de la Grande Cour (Lage) | PA00079170    | Inscrit      | 1964      | weitere Bilder |
| Festung La Mothe                 | 1258 als Stadt und Burg gegründet, ab 1400 zur Festung ausgebaut, 1645 geschleift; auch auf dem Gebiet von Soulaucourt-sur-Mouzon | südlich des Ortes (Lage)     | PA52000016    | Classé       | 1923 2001 | weitere Bilder |

## Liste der Objekte
| Bezeichnung                                                    | Beschreibung                                                    | Standort                                       | Kennzeichnung | Schutzstatus | Datum | Bild |
| -------------------------------------------------------------- | --------------------------------------------------------------- | ---------------------------------------------- | ------------- | ------------ | ----- | ---- |
| Gemälde Christus und die heilige Veronika mit dem Schweißtuch  | Ölfarbe auf Leinwand, zweite Hälfte des 17. Jahrhunderts        | in der Kirche Notre-Dame-en-sa-Nativité (Lage) | PM52000970    | Classé       | 1977  |      |
| Epitaph mit Messstiftung (1)                                   | Stein, bezeichnet 1728                                          | in der Kirche Notre-Dame-en-sa-Nativité (Lage) | PM52000969    | Classé       | 1977  |      |
| Zwei Reliquienschreine                                         | Holz, farbig gefasst und vergoldet, Anfang des 18. Jahrhunderts | in der Kirche Notre-Dame-en-sa-Nativité (Lage) | PM52001338    | Classé       | 1991  |      |
| Skulptur Heiliger Rochus                                       | Holz, farbig gefasst, 18. Jahrhundert                           | in der Kirche Notre-Dame-en-sa-Nativité (Lage) | PM52001895    | Inscrit      | 1992  |      |
| Hubertusretabel                                                | Stein, farbig gefasst, 17. Jahrhundert                          | in der Kirche Notre-Dame-en-sa-Nativité (Lage) | PM52000964    | Classé       | 1904  |      |
| Epitaph für Nicolas de Landrian                                | Stein, bemalt, bezeichnet 1730                                  | in der Kirche Notre-Dame-en-sa-Nativité (Lage) | PM52000965    | Classé       | 1977  |      |
| Epitaph für Elisabeth-Catherine de Sarrazin de Germainvilliers | Stein, bezeichnet 1784                                          | in der Kirche Notre-Dame-en-sa-Nativité (Lage) | PM52000966    | Classé       | 1977  |      |
| Epitaph für Joseph de Landrian                                 | Stein, bezeichnet 1658                                          | in der Kirche Notre-Dame-en-sa-Nativité (Lage) | PM52000967    | Classé       | 1977  |      |
| Epitaph mit Messstiftung (2)                                   | Stein, bezeichnet 1710                                          | in der Kirche Notre-Dame-en-sa-Nativité (Lage) | PM52000968    | Classé       | 1977  |      |